# Histoire de l'éducation

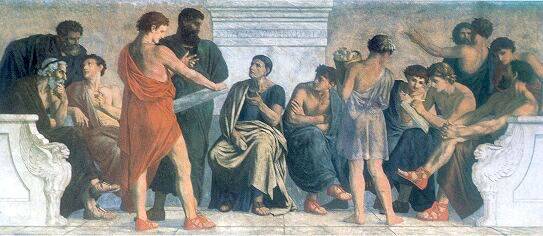
L'école d'Aristote.

Pour l’article homonyme, voir Histoire de l'éducation (revue).
 (décembre 2022).
 (décembre 2022).
Si vous disposez d'ouvrages ou d'articles de référence ou si vous connaissez des sites web de qualité traitant du thème abordé ici, merci de compléter l'article en donnant les références utiles à sa vérifiabilité et en les liant à la section « Notes et références ».
En Occident, l'histoire de l'éducation commence avec la civilisation de la Grèce antique.

## Antiquité
Le terme école, qui signifie étymologiquement "loisir', est employé au sujet des « écoles philosophiques » de l'Antiquité, plus particulièrement de la Grèce antique. Ainsi, Milet était le siège d'une école de philosophie où se trouvait le célèbre Thalès. Le philosophe Parménide faisait aussi partie d'une école, l'école éléatique, à Élée dans le sud de l'Italie.
Platon fonda une école de philosophie, qui s'appelait l'Académie, puis son élève Aristote fonda sa propre école, qui s'appelait le Lycée.
Ainsi, deux des termes employés couramment dans l'enseignement en France proviennent d'écoles de philosophie de la Grèce antique.
La première université recensée dans le monde fut l'Université de Constantinople.

## Moyen Âge

### HautMoyen Âge
En Occident, Charlemagne qui a fondé une Académie palatine a été conseillé sur ce point par Alcuin : les enseignements furent structurés autour des sept arts libéraux (quadrivium et trivium) qui avaient été définis au VIe siècle.

### BasMoyen Âge
Au XIIe siècle se produisit un autre bouleversement dans l'éducation : ce fut l'apparition des universités en Europe, puis l'introduction dans ces universités des savoirs grecs conservés à Byzance et dont une partie avait été captée dans la civilisation arabo-musulmane, et plus précisément des sciences et philosophies grecques (Thalès, Euclide, Archimède, Aristote...). Dans ses Muqaddima, Ibn Khaldoun déplore la destruction des bibliothèques orientales (en particulier perses). Les universités étaient structurées en collèges (étymologiquement lire ensemble).
Les universités avaient quatre types de facultés :
- Théologie (la plus prestigieuse)
- Droit,
- Médecine,
- Arts (entendre par ce terme aussi les arts, les sciences et les techniques : arts libéraux, arts mécaniques).

## Époque moderne

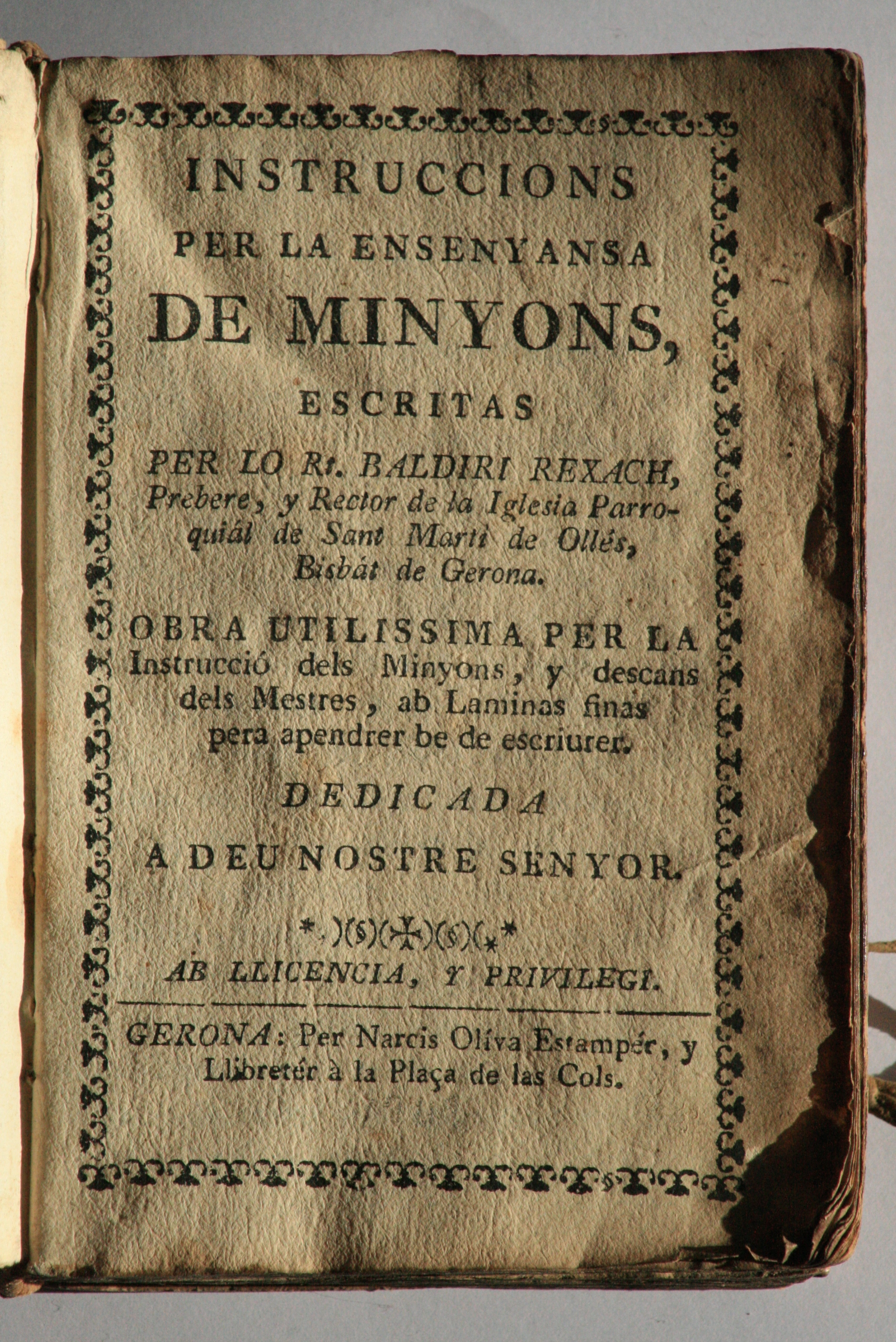
Couverture de l'édition de 1749 des Instruccions per a l'ensenyança de minyons, ouvrage pédagogique du siècle des Lumières écrit en catalan.

Durant la Renaissance, il n'y eut pas fondamentalement de changement, si ce n'est que les facultés de théologie perdirent de leur importance par rapport au droit, à la médecine, et surtout aux arts. À cette époque, à Paris, le recteur de l'université était souvent choisi dans la faculté des arts.
Les collèges jésuites apparaissent au XVIe siècle. Le premier collège jésuite a été fondé par Ignace de Loyola en 1548 à Messine.
En France, sous François Ier, Guillaume Budé a créé en 1530 le Collège royal (actuel Collège de France), qui se distinguait des universités.
Cette situation perdura jusqu'au siècle des Lumières.

## Époque contemporaine
Pendant la Révolution française, la France fut un cas particulier en Europe, dans la mesure où l'on supprima les universités (décret de la Convention du 15 septembre 1793), et l'on créa le système des grandes écoles sur le modèle de l'École polytechnique, fondée en 1794.
Au cours du XIXe siècle, la plupart des pays occidentaux s'engagent dans l'alphabétisation de la population. Aux États-Unis, dès 1832, l'État de New York instaure l'école élémentaire gratuite et obligatoire. L'alphabétisation se généralise un peu plus tôt dans les pays de religion protestante, où chacun doit être capable de lire la Bible. 
En France, en 1881, les lois Ferry instituent non pas l'école obligatoire mais l'instruction gratuite et obligatoire, que ce soit dans un établissement scolaire ou en famille. De nos jours, l'école n'est pas obligatoire en France, cependant l'éducation l'est entre 3 et 16 ans.